# RiEMUSiC
「RiEMUSiC」（リエミュージック）は、村川梨衣の1枚目のオリジナルアルバム。2017年1月11日に日本コロムビアから発売された。

## 収録内容
| #         | タイトル                         | 作詞       | 作曲       | 編曲       | 時間  |
| --------- | -------------------------------- | ---------- | ---------- | ---------- | ----- |
| 1.        | 「Anytime, Anywhere」            | 坂井竜二   | 羽岡佳     | 佐藤清喜   | 3:37  |
| 2.        | 「Dreamy Lights」                | 渡部紫緒   | 佐藤清喜   | 佐藤清喜   | 4:17  |
| 3.        | 「ドキドキの風」                 | 中村彼方   | 坂部剛     | 坂部剛     | 4:34  |
| 4.        | 「Breath」                       | 佐々倉有吾 | 佐々倉有吾 | 佐々倉有吾 | 4:31  |
| 5.        | 「MaGiK」                        | 鈴木裕明   | 鈴木裕明   | 鈴木裕明   | 4:25  |
| 6.        | 「恋するパレード」               | 大西洋平   | 横関公太   | 横関公太   | 4:01  |
| 7.        | 「クリームソーダとエンドロール」 | hisakuni   | hisakuni   | hisakuni   | 3:58  |
| 8.        | 「Baby, My First Kiss」          | hisakuni   | hisakuni   | hisakuni   | 4:15  |
| 9.        | 「Eternal」                      | 大西洋平   | 横関公太   | 横関公太   | 5:01  |
| 10.       | 「戻れない旅」                   | 坂井竜二   | 松坂康司   | 松坂康司   | 3:49  |
| 11.       | 「Sweet Sensation」              | 渡部紫緒   | 持田裕輔   | 持田裕輔   | 4:23  |
| 12.       | 「夜明けの恋」                   | 金子麻友美 | 金子麻友美 | 佐藤清喜   | 4:35  |
| 合計時間: | 合計時間:                        | 合計時間:  | 合計時間:  | 合計時間:  | 51:32 |

| #  | タイトル                                                                                   | 作詞 | 作曲・編曲 | 時間  |
| -- | ------------------------------------------------------------------------------------------ | ---- | ---------- | ----- |
| 1. | 「Dreamy Lights」(ミュージックビデオ)                                                      |      |            | 4:20  |
| 2. | 「＜SECRET of RiEMUSiC＞」(撮り下ろしインタビュー番組)                                     |      |            | 44:43 |
| 3. | 「＜RiEtion Session LIVE PARTY!!＞」((2016/7/2科学技術館サイエンスホール)ダイジェスト映像) |      |            | 11:56 |

## リリース
- 初回限定盤には「Dreamy Lights」のミュージックビデオなどを収録。オリコンチャート最高17位[2]。2ndシングル「ドキドキの風」に続き、タワーレコード新宿店では1月9日〜1月15日の売上1位となった[3]。タイトルである「RiEMUSiC」は自身が作り出す音楽の総称でもある。

- 2016年12月14日から、アルバムの全曲ダイジェスト試聴動画と同時に[4]、村川がアルバムの魅力を語る番組「週刊RiEMUSiC」が、5週に渡ってYouTubeで公開された[5]。シングルのMVメイキング映像と同様に、この番組でも村川の言動に合わせて全てのセリフに字幕が付いている。同年12月25日頃から、「月刊RiEMUSiC」と銘打ったフリーペーパーが、全国のアニメイト、ゲーマーズ、とらのあな各主要店舗にて配布された[6]。RiEMUSiCに関するインタビューと、日本コロムビアの井上哲也ディレクターによる全曲解説が掲載された。

- リード曲である「Dreamy Lights」は、2017年1月9日から1月15日の期間、文化放送プラスチューンとしてパワープッシュされたほか[7]、同年6月より配信のショートアニメ『ルナたん 〜1万年のひみつ〜』のイメージソングに起用された[8]。

- 2017年4月1日・2日、今作を引っさげてソロアーティストとして初のライブ、『1stRiELiVE 〜梨の季節〜』が品川ステラボール（東京都）にて開催された。

## 音楽性
アーティストデビューが決まった初期の段階から制作の話が出ており、1stシングルと並行しつつ約1年をかけてレコーディングが行われた。様々なジャンルの曲が収録されているが、村川がこだわり抜いて提案した曲順の妙により自然な流れができている。歌詞や曲のアレンジ、曲名なども提案し、全ての曲の制作に自身が関わった。
1曲目「Anytime, Anywhere」はバイオリンによる長めのイントロが特徴で、始まりを予感させるミディアムテンポのナンバー。イントロに反してアウトロはほぼ無く、アルバム全体のイントロダクションとも言える曲。
2曲目「Dreamy Lights」はこのアルバムのリードトラックであり、夢に向かってひたむきに向かっていく、光を目指して頑張っていく少女が描かれている。MVは部屋着のような衣装を着た村川と、幻想的な光が特徴でストーリー性が強いものになっている。
3曲目「ドキドキの風」は2ndシングルであり、テレビアニメ『私がモテてどうすんだ』エンディングテーマ。
4曲目「Breath」はイントロの力強いコーラスと起伏に富んだ構成、意志の強い少女を描いた歌詞で魅せるロックナンバー。
5曲目「MaGiK」は妖艶なダークさを醸し出すハードロックな曲。タイトルからも分かるように、村川自身の事をとりわけよく見て作られた曲であり、村川自身を想起させる歌詞が随所に見える。
6曲目「恋するパレード」はハイテンションなブラスサウンドで盛り上がるアッパーチューン。最初はリアルな女の子の恋の歌だったが、村川が「ファンタジックな世界観のほうがいい」と思い、今の歌詞になった。また、「可愛いだけじゃなくて泣いちゃう曲。悲しいわけじゃなく、好きすぎて最高すぎて泣いちゃう」とも語っている。タイトルの命名は村川本人。2ndアルバム「RiESiNFONiA」 初回限定盤AにMVが収録予定。
7曲目「クリームソーダとエンドロール」は本人の希望により生まれた、レトロな雰囲気のある歌謡ロック。コーラスやメロディラインも独特であり、RiEMUSiCの新たな可能性を感じさせる一曲。
8曲目「Baby, My First Kiss」は1stシングルの2曲目であり、前述の7曲目と作者が同じなので「hisakuniワールド」が続く流れになっている。
9曲目「Eternal」はトランス感溢れるサウンドと、村川のハイトーンボイスが特徴的なエレクトロナンバー。こちらも本人の希望で制作された異色なトラック。サビをずっと力強いファルセットで歌いきっており、井上ディレクターからも「化け物だよ。ファルセットでそんなふうに歌える人はなかなかいない」と評されている。
10曲目「戻れない旅」はピアノとバイオリン、メロディアスなギターが合わさったロックナンバー。「メランコリックなメロディーだけど、歌詞としては落ちこんでいる人、悩んでいる人の背中を押すような内容なので、元気がない時とかに聴いて欲しい」とのこと。
11曲目「Sweet Sensation」は1stシングルであり、テレビアニメ『12歳。〜ちっちゃなムネのトキメキ〜』ファーストシーズンオープニングテーマ。
12曲目「夜明けの恋」は今作唯一のバラード。周りの情景を描写した歌詞、心に染み渡るようなストリングス、一発録りだったという村川の魅せる歌声が溶け合い、恋に落ちていく様子が静かに描かれている。